# Laphria javana
Laphria javana är en tvåvingeart som beskrevs av Macquart 1834. Laphria javana ingår i släktet Laphria och familjen rovflugor. Inga underarter finns listade i Catalogue of Life.